# Колекціонер 2
«Колекціонер 2» оригінальна назва — «Колекція» (англ. The Collection) — американський фільм жахів режисера Маркуса Данстен, в головних ролях Джош Стюарт, Крістофер МакДональд і Емма Фітцпатрік. Прем'єра в США відбулася 21 вересня 2012 року. Перша частина фільму — «Колекціонер» 2009 року.

## Зміст
На закритій вечірці одна з дівчат на ім'я Олена знаходить нещасливий ящик. У ньому Олена знаходить того самого Аркіна, якого Колекціонер викрадає наприкінці першого фільму. На жаль, цим вона запускає «м'ясорубку», від якої гинуть майже всі люди, що знаходяться в будівлі. Аркіну вдається втекти, а Олену забирає Колекціонер. У лікарні Аркіна відвідує Лучелло, який просить допомогти знайти Олену. Аркін, впевнений що більше не зустрінеться з маніяком, допомагає знайти «лігво» Колекціонера, але Лучелло зі своєю командою змушує Аркіна йти разом з ними. Однак Колекціонер був підготовлений, його будинок мав вельми заплутану мережу коридорів і приміщень; крім того, в його лігві перебували найрізноманітніші пастки і захисні механізми, а також люди, яких він понівечив і за допомогою наркотиків перетворив на подобу зомбі. По одному починають гинути люди Лучелло. У результаті їм вдається знайти Олену, але всі вони опиняються в пастці через однієї полонянки, яка віддано служить Коллекционеру.
Аркіну вдається привернути увагу поліції до будівлі. Колекціонер, дізнавшись про це, підпалює будинок. Коли будинок вже був оточений поліцією, Лучелло, жертвуючи собою, рятує Аркіна та Олену. Аркін підпалює Колекціонера і залишає його в будинку. Після, він знаходить в одному з ящиків, виявленому поліцією, маску Колекціонера і розуміє, що той живий.
Деякий час по тому, Аркін приходить в будинок до чоловіка-ентомолог, кидає його в такій же ящик і обіцяє зробити з ним усе, що той зробив з ним.

## Ролі
| Актор                | Роль                |
| -------------------- | ------------------- |
| Джош Стюарт          | Аркін О'Брайен      |
| Емма Фітцпатрік      | Олена Пітерс        |
| Крістофер МакДональд | містер Пітерс       |
| Лі Тергесен          | Лучелло             |
| Шеннон Кейн          | Паз                 |
| Рендолл Арчер        | Колекціонер         |
| Андре Ройо           | Уоллі               |
| Тім Гріффін          | Дре                 |
| Брендон Молале       | Лін                 |
| Ерін Уей             | Еббі                |
| Джоанна Бредді       | Міссі Соломон       |
| Майкл Нарделлі       | Джош Соломон        |
| Наві Рават           | дружина Аркіна Ліза |

### Критичні огляди
Фільм отримав змішані негативні відгуки від критиків. На Metacritic вказується, що на основі 15 відгуків його рейтинг становить 36 %, що свідчить про «загальне несприятливій» прийомі, а також 37 % на Rotten Tomatoes на основі 46 відгуків із спільною заявою, що «„Колекціонер 2“ розширюється на світі його попередника, пропонуючи більш жахливі, безоплатно гострі відчуття і кручений гумор, іншими словами, задоволення для шанувальників жанру, але потенційно неприємний для кого-небудь ще» (англ. «The Collection expands on the world of its predecessor, offering more grisly, gratuitous thrills and twisted humor; in other words, fun for fans of the genre, but potentially unpleasant for anyone else»).

## Збори
У перший уїк-енд «Колекціонер 2» зібрав $3 104 269 доларів в 1403 кінотеатрах, а це приблизно на 500 000 доларів менше, ніж у перший уїк-енд першого фільму. У загальній складності фільм заробив 6,8 млн доларів, у той час, як збори першого фільму склали 7,7 млн доларів.